# 蒂莫菲伊夫卡 (博霍杜希夫區)
50°19′11″N 35°40′51″E / 50.31972°N 35.68083°E
蒂莫菲伊夫卡（羅馬化：Tymofiivka）是位於烏克蘭東部哈爾科夫州博霍杜希夫區博霍杜希夫市鎮的村莊。該村始建於1794年，面積0.26平方公里，海拔高度202米，2001年人口22，人口密度每平方公里85人。